# 金属研磨仕上げ技能士
金属研磨仕上げ技能士（きんぞくけんましあげぎのうし）とは、国家資格である技能検定制度の一種で、かつて都道府県職業能力開発協会）が実施していた、金属研磨仕上げに関する学科及び実技試験に合格した者をいう。
受検者減少により2012年（平成24年）3月31日に金属研磨仕上げの技能検定は廃止された。